# Klooster Maria Troon
Het Klooster Maria Troon was een Birgittinessenklooster in de Oost-Vlaamse stad Dendermonde.

## Geschiedenis
Het Birgitinessenklooster werd, als enige in de Zuidelijke Nederlanden, gesticht op initiatief van Pieter van den Elst en enkele andere notabelen. Steun werd verkregen van Isabella van Portugal en van twee broeders van het klooster van Marienkrone te Stralsund. In 1466 kwamen de eerste vijf zusters. Het was aanvankelijk een dubbelklooster.
Toen de calvinisten omstreeks 1577 de macht overnamen, vluchtten de zusters naar Aalst. In 1584, toen Alexander Farnese Dendermonde heroverde, kwamen de zusters weer terug. Omstreeks 1600 begon het herstel van het klooster. Een probleem ontstond toen de dubbelkloosters in een kwade reuk kwamen te staan. In 1643 werden de dubbelkloosters verboden en werd Klooster Maria Troon een vrouwenklooster.
In 1784 werd, op last van Keizer Jozef II, het klooster gesloten. Van heroprichting is het hierna nooit meer gekomen.